# Sanford (Floride)
Pour les articles homonymes, voir Sanford.
La ville de Sanford est le siège du comté de Seminole, dans l’État de Floride, aux États-Unis. Elle est située sur la rive sud du lac Monroe. Sa création remonte à celle de Fort Mellon durant la  Seconde guerre séminole, en 1837. Sanford acquit officiellement le statut de municipalité en 1877 et se développa en tant que lieu de villégiature d'hiver, avant de devenir, au début du XXe siècle, un important centre d'expédition de légumes, ce qui lui valut dans les années 1940 le sobriquet de « Celery City » (ville du céleri). Aujourd'hui, le siège administratif du comté de Seminole est surtout connu en tant que terminus sud du train-auto Amtrak.
Sa population s’élevait à 53 570 habitants lors du recensement de 2010, estimée à 60 035 habitants en 2018.

## Démographie
| 1890  | 1900  | 1910  | 1920  | 1930   | 1940   |
| ----- | ----- | ----- | ----- | ------ | ------ |
| 2 016 | 1 450 | 3 570 | 5 588 | 10 100 | 10 217 |

| 1950   | 1960   | 1970   | 1980   | 1990   | 2000   |
| ------ | ------ | ------ | ------ | ------ | ------ |
| 11 935 | 19 175 | 17 393 | 23 176 | 32 387 | 38 291 |

| 2010   | - | - | - | - | - |
| ------ | - | - | - | - | - |
| 53 570 | - | - | - | - | - |

## Source
- (en) Cet article est partiellement ou en totalité issu de l’article de Wikipédia en anglais intitulé « Sanford, Texas » (voir la liste des auteurs).